# Tříkrálový koláč
Tříkrálový koláč je moučník připravovaný v mnoha zemích ve svátek Zjevení Páně. Jeho forma a ingredience jsou variabilní, ale ve většině případů se uvnitř koláče skrývá plod bobu, oříšek či figurka představující Ježíška. Dle průvodní pověry ten, kdo má po nakrájení koláče Ježíška ve svém dílku, bude mít v novém roce štěstí a někdy získá zvláštní dárek.

## Dějiny

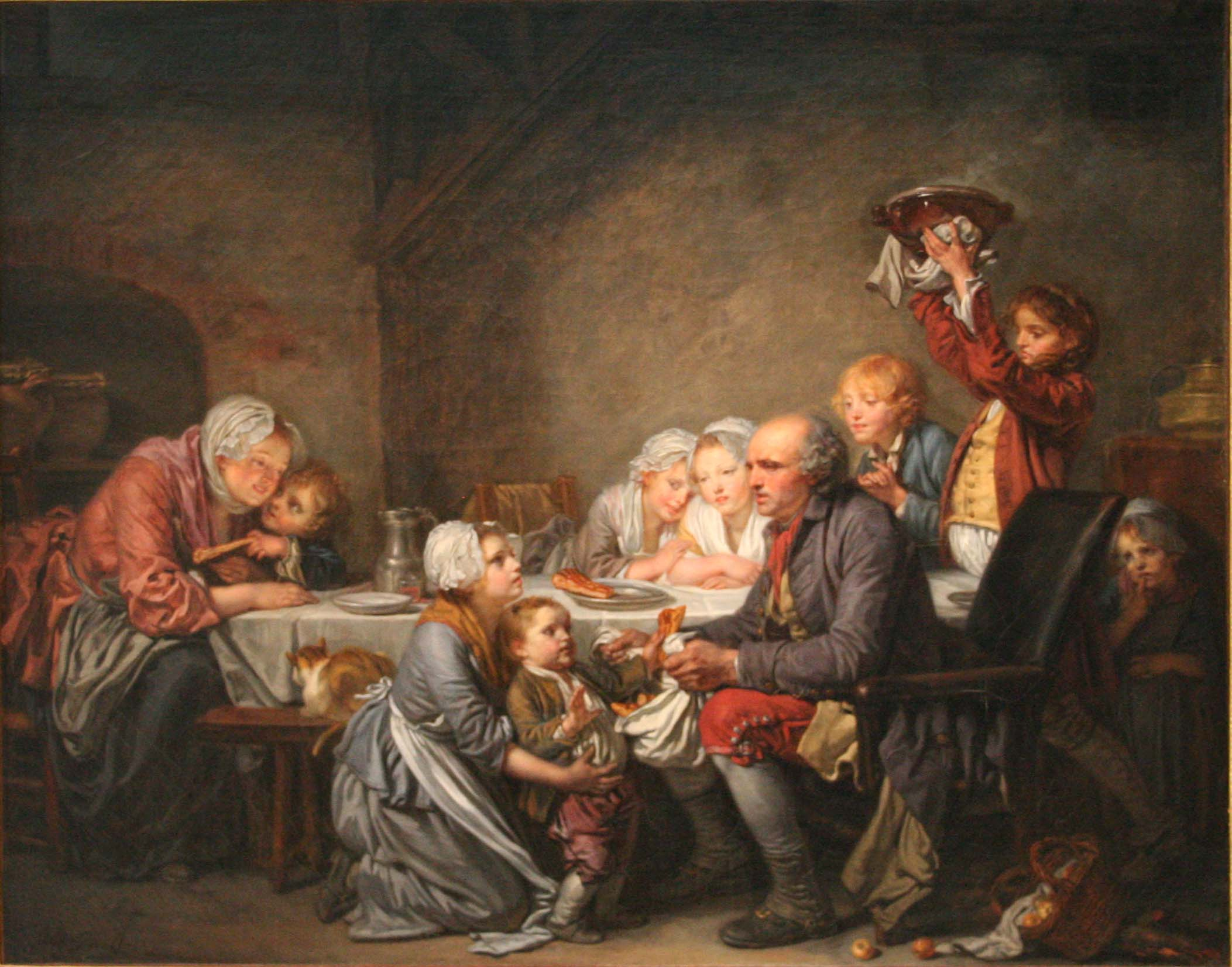
Le gâteau des Rois, Jean-Baptiste Greuze, 1774 (Musée Fabre)

Tříkrálový koláč získal svůj název od biblických mágů, kteří jsou také označováni jako tři králové. V západní křesťanské tradici se Epifanie (také známé jako Den tří králů) ztotožňují s návštěvou mudrců u Ježíška. Předvečer Zjevení Páně je známý jako Dvanáctá noc, což je poslední den vánočního období. Tříkrálový dort vznikl ve středověku v Evropě, odkud jej španělští a francouzští osadníci přivezli do koloniální Ameriky. Tříkrálový koláč se konzumuje až do prvního dne půstu, Popeleční středy.

## Regionální varianty

### Francouzsky mluvící země a regiony

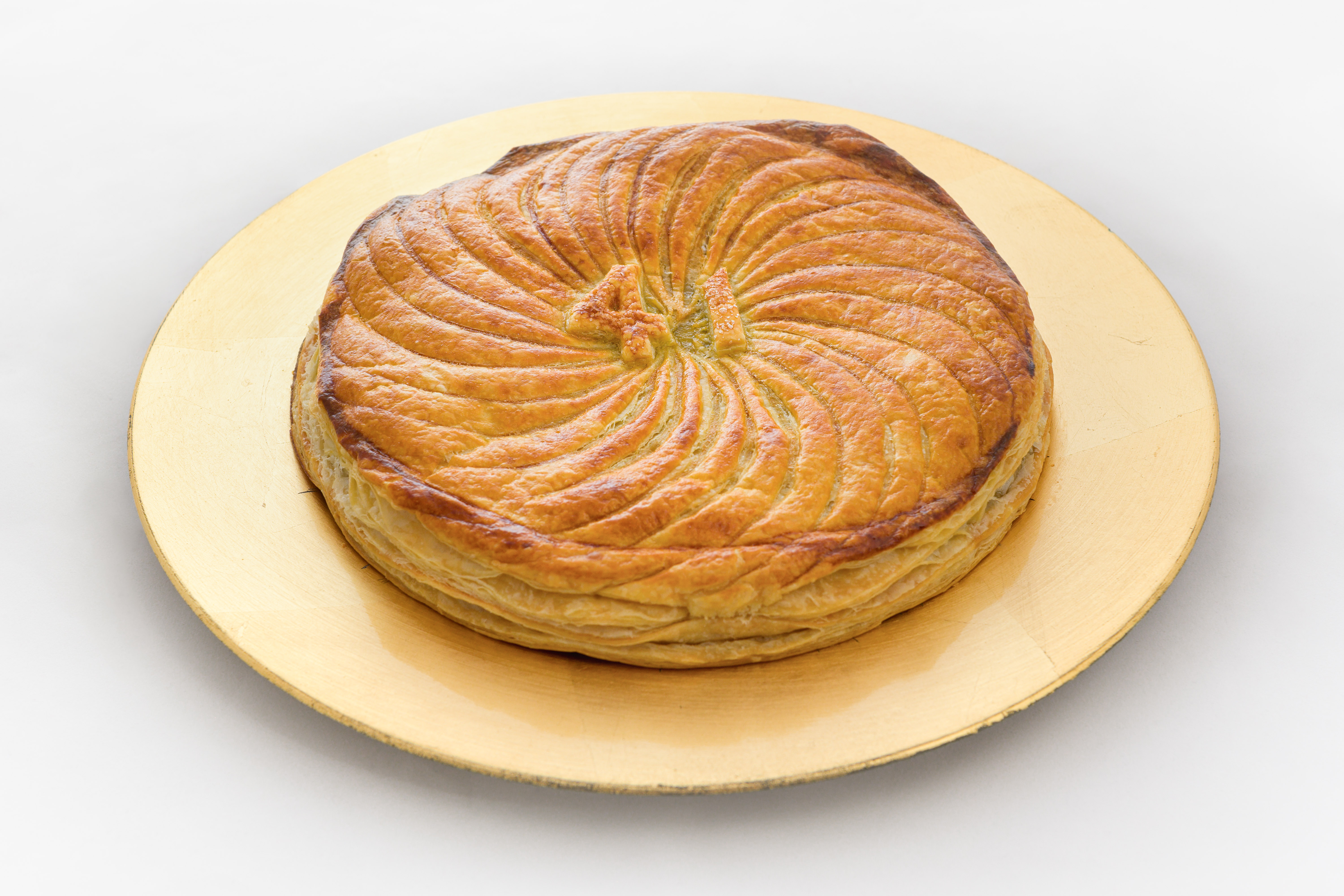
Galette des rois v severofrancouzském stylu

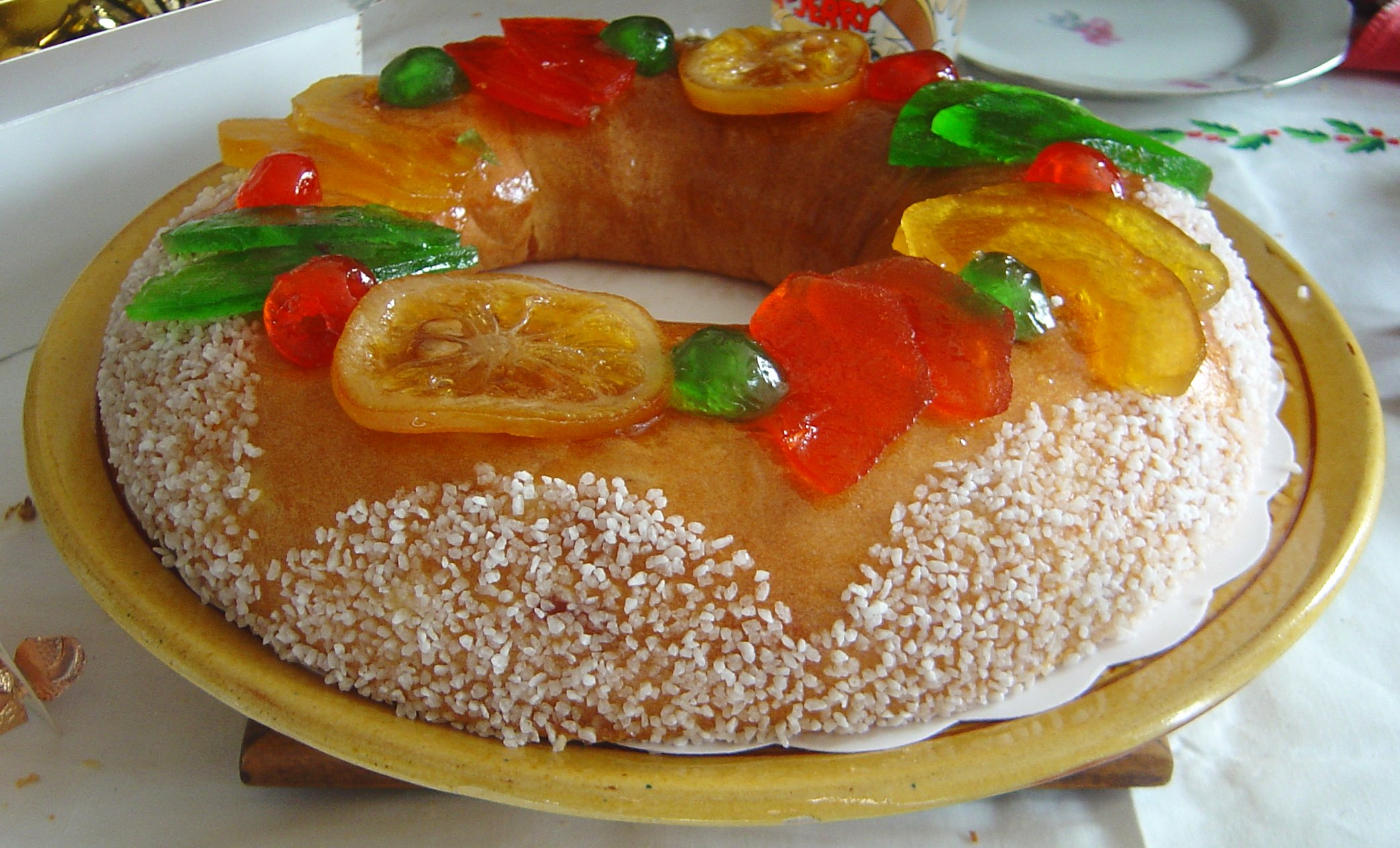
Gâteau des rois v jihofrancouzském stylu

V severní Francii, Quebecu, Lucembursku a Belgii se koláč nazývá galette des rois (ve francouzštině) nebo koningentaart (ve vlámštině). Ve většině Francie jej tvoří listové těsto plněné frangipanem. V jižní Francii je koláč známý jako gâteau des rois nebo také jako couronne des rois a připravuje se z kynutého těsta ochuceného vodou z pomerančových květů a po upečení se posype cukrem a někdy kandovaným ovocem.
K zakoupeným dortům je přibalena papírová koruna, která korunuje „krále“ nebo „královnu“, kteří najdou Ježíška. Aby bylo zajištěno náhodné rozdělení nakrájených dílků, nejmladší osoba v rodině si vleze pod stůl a po vykrojení každého dílku pronese jméno toho, který ho obdrží. Prodávané koláče mohou obsahovat drobné porcelánové figurky náboženského charakteru, jako je Ježíš Kristus, Panna Marie, světci, nebo figurka odkazující na populární kreslené filmy apod.
Průzkum z roku 2014 zjistil, že 85 % Francouzů slavilo svátek Zjevení Páně. 68 % procent dotázaných uvedlo, že dort upravují tak, aby Ježíška našly děti.

### Německy mluvící země
Německý a švýcarský Dreikönigskuchen má tvar věnečků nebo koleček a jako symbol Ježíška se používá mandle.

### Portugalsko
Bolo-rei je tradiční portugalský koláč, který se jí od začátku prosince až do Tří králů.
Receptura je odvozena z jihofrancouzského gâteau des rois, který si našel cestu do Portugalska během 19. století, kdy byla v roce 1829 otevřena Confeitaria Nacional jako oficiální pekárna portugalské monarchie.
Koláč je kulatý s velkým otvorem uprostřed připomínajícím korunu pokrytou kandovaným a sušeným ovocem.
Peče se z vláčného bílého těsta s rozinkami, různými ořechy a kandovaným ovocem. Součástí jsou také sušené plody bobu a tradice velí, že ten, kdo plod najde, musí příští rok koláč zaplatit.

### Španělsky mluvící země

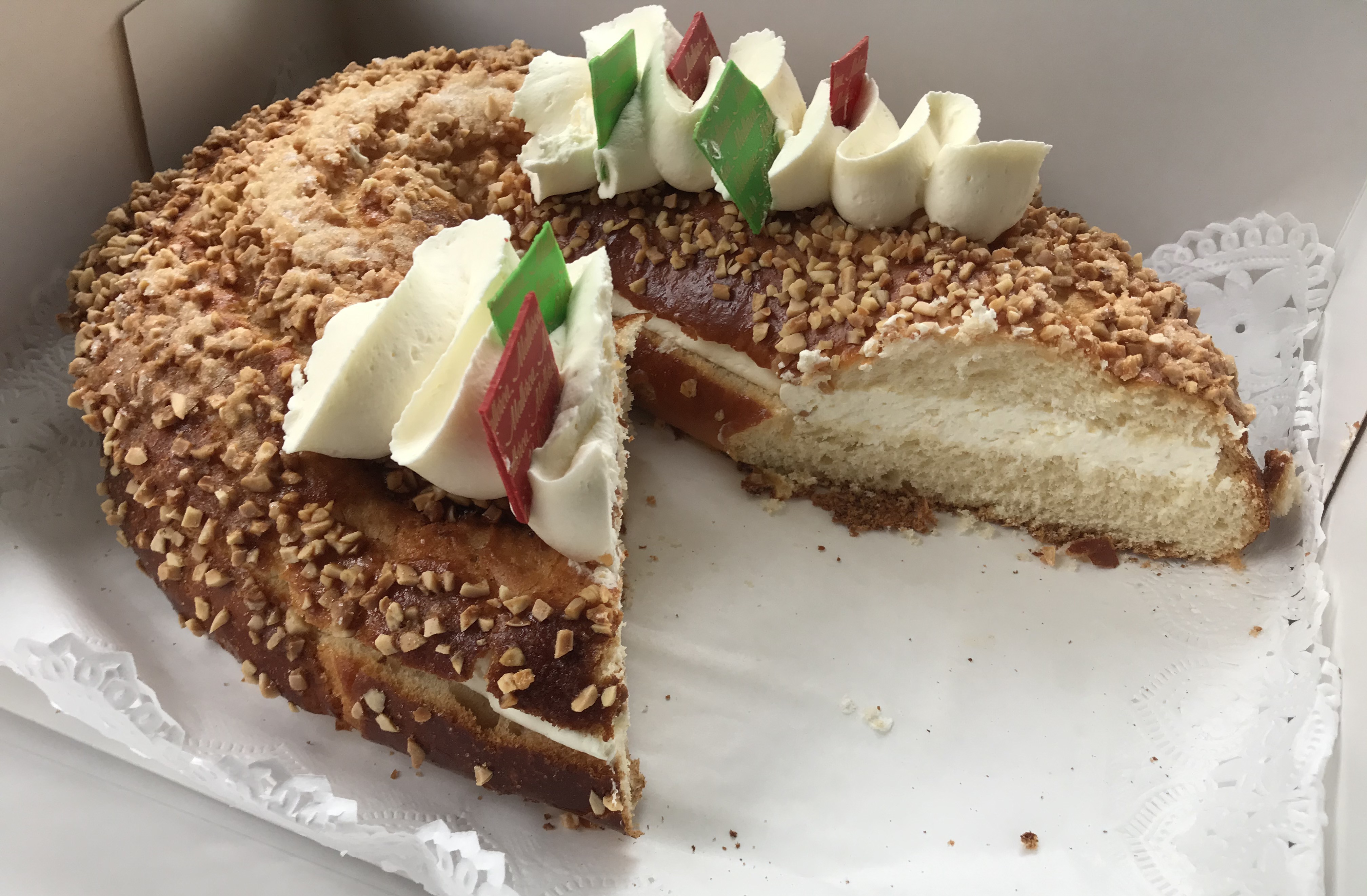
Španělský roscón de reyes se smetanou

Roscón de reyes je oválný koláč, který se připravuje jako sváteční pokrm ve Španělsku, Latinské Americe a Spojených státech. Recepty se v jednotlivých zemích a kulturách liší, ale obecně bývají podobné. Na ozdobu se často, ale ne výhradně, používají fíky, kdoule, třešně nebo sušené a kandované ovoce.
Do dortu se tradičně přidává fazole, cukroví nebo figurka Jezulátka. Figurka Ježíška symbolizuje útěk Svaté rodiny, která utíká před vražděním neviňátek nařízeným králem Herodem Velikým. Kdokoli najde figurku Ježíška, je požehnán a musí figurku odnést do nejbližšího kostela na Den svíček nebo ten den uspořádat večírek.
Corona de la Almudena je variací španělského roscón spojený s Madridem. V roce 1978 uspořádali madridští cukráři soutěž o novou sladkost reprezentující město a vítězem se stal menší roscón bez likéru a citronové nebo pomerančové kůry nebo vody z pomerančových květů, místo čehož je pokryt sirupem z pomerančové šťávy, takže výsledná chuť je podobná. Nemá v sobě žádný symbol Ježíška v těstě a prodává se kolem 9. listopadu, v den Panny Marie z Almudeny, patronky Madridu. Obvykle se prodává s kartonovou korunkou v otvoru.

### Velká Británie
Twelfth-night cake (dort dvanácté noci) byl kdysi populární ve Spojeném království na Dvanáctou noc. Často se pekl s fazolí skrytou na jedné straně a hráškem na druhé; muž/pán, který našel fazoli, se stal pro noc králem, zatímco žena/dáma, která našla hrášek, se stala královnou – známými také jako Lord a Lady Misrule. Dříve, v době Shakespeara, existoval pouze Lord Misrule, jenž se objevuje i v Shakespearově hře Večer tříkrálový 
Samuel Pepys zaznamenal večírek v Londýně o noci Tří králů z let 1659/1660 a popsal roli, kterou dort sehrál při výběru „krále“ a „královny“: „...u mého bratrance Stradwicka, kde byli můj otec, matka, bratři a sestra, můj bratranec Scott a jeho žena, pan Drawwater a jeho žena a její bratr, pan Stradwick, a po dobré večeři jsme si nechali přinést dort a po výběru se Pall stala královnou a pan Stradwick králem. Poté jsme se s manželkou rozloučili a vrátili jsme se domů, venku byl stále velký mráz."
Od doby průmyslové revoluce však tento zvyk postupně uvadal.

### USA

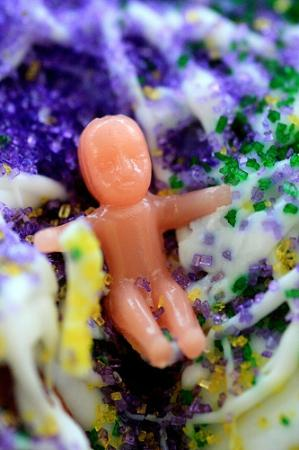
Figurka dítěte používaná v Louisianě

V Louisianě a v oblasti pobřeží Mexického zálivu, která byla historicky osídlena Francouzi, je tříkrálový dort spojován s oslavami Mardi Gras a tradičně se podává od Tří králů až do masopustu a v poslední době celoročně. Není jisté, zda tuto tradici zavedli baskičtí osadníci v roce 1718 nebo Francouzi v roce 1870.
Existuje větší množství typů koláče. Nejjednodušší je kruh z krouceného skořicového těsta ve stylu rolády. Může být pokryt polevou nebo cukrem, který může být obarven v tradičních barvách Mardi Gras: fialové pro spravedlnost, zelené pro víru a zlaté pro moc.
Dorty lze také plnit tvarohovým krémem, pralinkami, skořicí nebo jahodami. Zulu King Cake má čokoládovou polevu s kokosovou náplní.
Tradičně je v královském dortu ukryto malé porcelánové miminko symbolizující Ježíše a obyvatelé New Orleans tím projevují svou křesťanskou víru. Dítě má přinést štěstí a prosperitu tomu, kdo ho najde. Tato osoba je také zodpovědná za nákup dortu pro příští rok nebo uspořádání příštího masopustního večírku. Komerční výrobci nedávno začali umísťovat figurku mimo dort, aby se tak vyhnuli odpovědnosti za jakékoli nebezpečí udušení.

### Řecko
Podobná tradice existuje v Řecku a na Kypru ve formě Vasilopita (dort sv. Vasila). Tradičně se podává 1. ledna, v den svátku tohoto světce, a není tedy spojován s biblickými mágy.

## Galerie

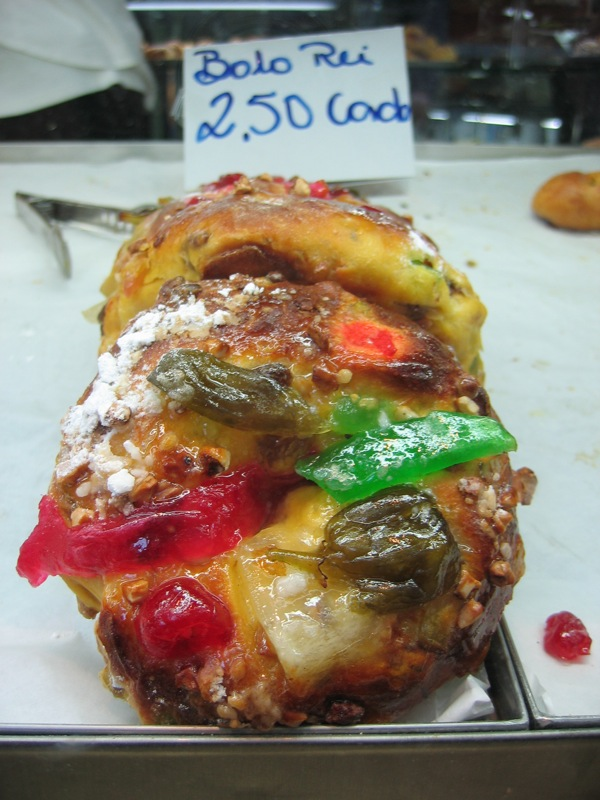
Portugalský Bolo Rei
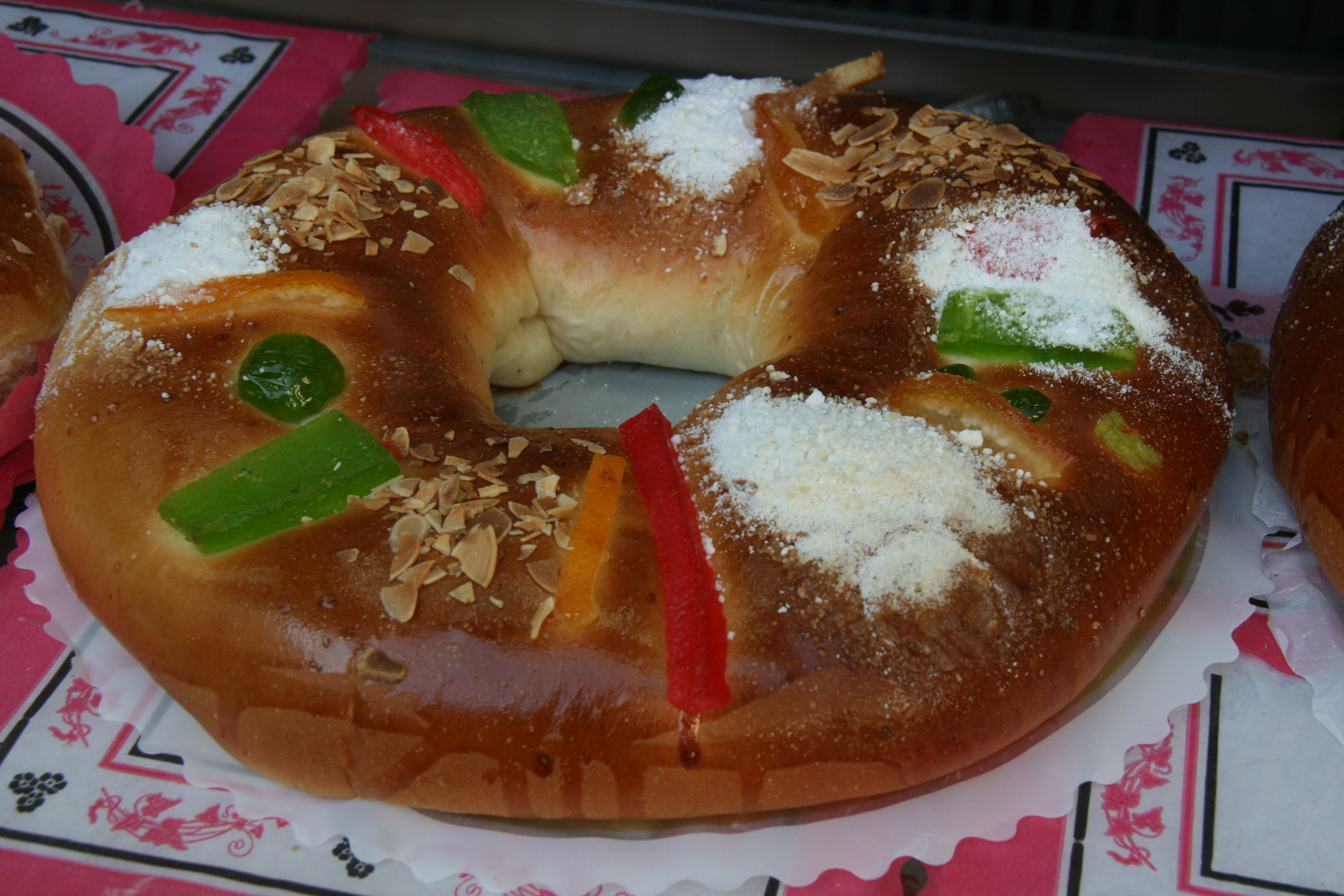
Roscón
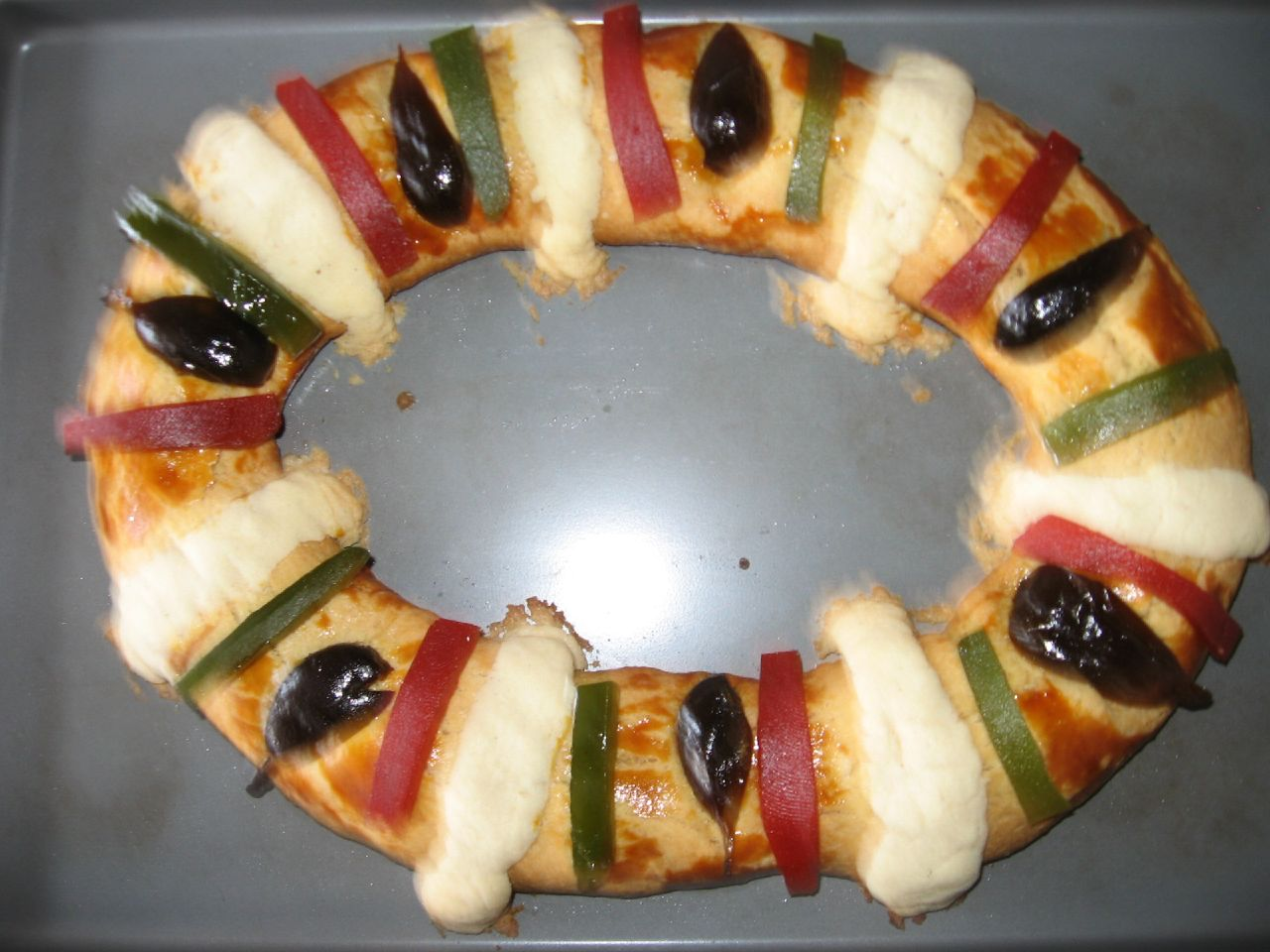
Mexická Rosca de Reyes
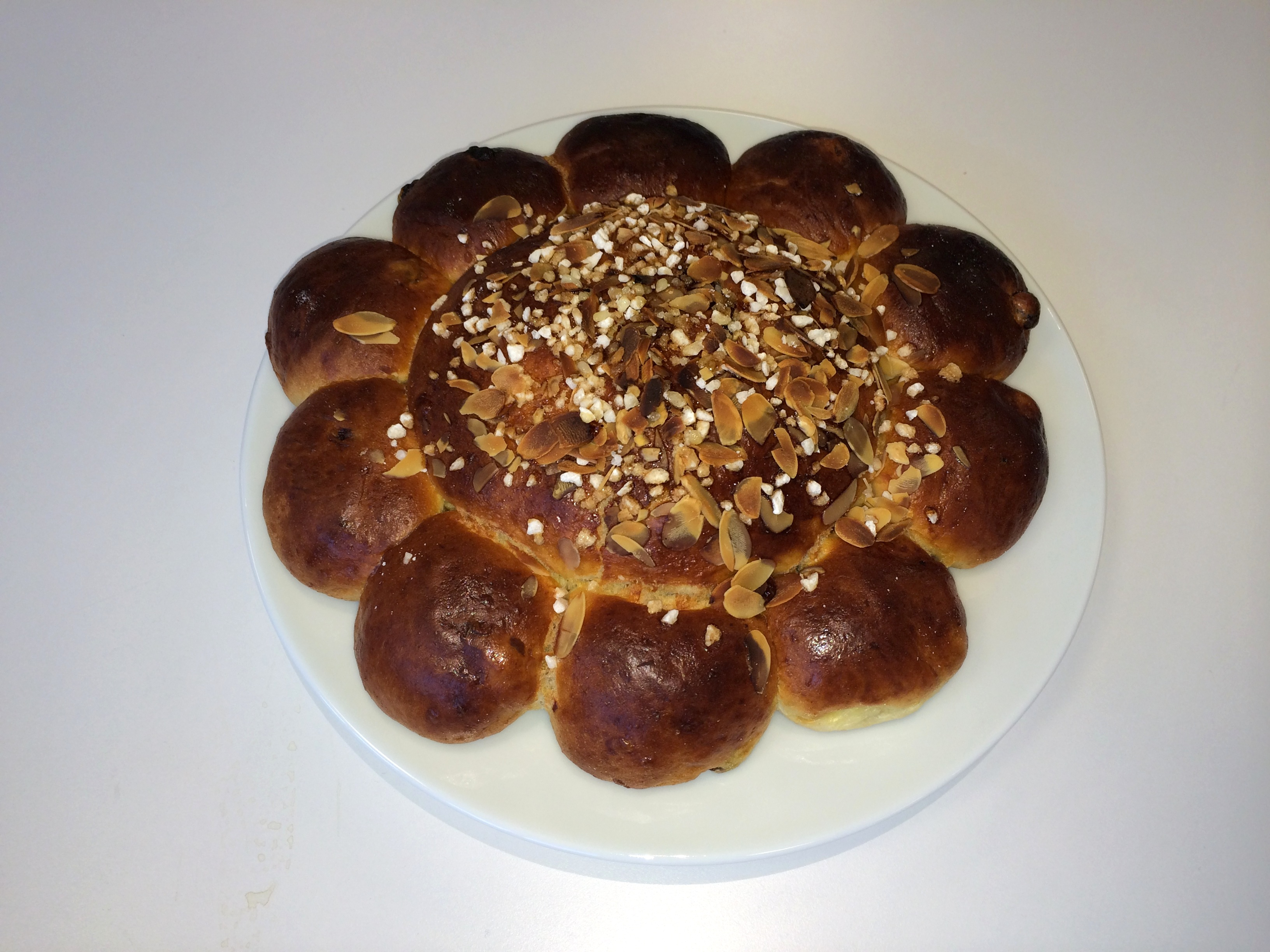
Dreikönigskuchen ve Švýcarsku